# 钱大昕墓
钱大昕墓，位于上海市嘉定区外冈镇嘉松北路633号清竹园内，是清代语言学家、史学家、金石学家钱大昕的墓葬。该墓建于嘉庆十年（1805年），嘉庆二十五年（1820年）时增设了石马和石辟邪。中华人民共和国成立后，该墓被列为嘉定县文物保护单位，但在文化大革命期间被毁，1984年重建。2014年，钱大昕墓被列为上海市文物保护单位。

## 历史
钱大昕（1728-1804），嘉定人，清代语言学家、史学家、金石学家。乾隆十九年（1754年）进士，官至詹事府少詹事。嘉庆九年（1804年）卒于苏州紫阳书院，嘉庆十年（1805年）葬于嘉定外岗镇钱家墓地。其墓志铭由王昶为其撰写，伊秉绶书写。嘉庆二十五年（1820年）时，墓道两侧增设了石马和石辟邪各一对。:180:150
中华人民共和国成立后，1960年，钱大昕墓被列为嘉定县文物保护单位。1966年，文化大革命爆发，该墓随即被毁，被掘出墓的墓志铭之后由嘉定县博物馆收藏。1984年，嘉定县文化局联合上海语文学会在嘉定召开“纪念钱大昕逝世180周年学术讨论会”，会前双方联合上海市文物管理委员会共同出资重修了钱大昕墓，当代书法家顾廷龙为钱大昕墓题写了墓碑。1985年，钱大昕墓得以进一步修缮。1992年，钱大昕墓再次被公布为嘉定县文物保护单位。2014年4月4日，钱大昕墓被列为上海市文物保护单位。

## 结构
钱大昕墓位于上海市嘉定区外冈镇嘉松北路633号清竹园内，墓区占地面积450平方米，坐西朝东，北、西、南三面环水。墓丘呈长方形，长6.8米，宽6米，高0.5米，四周用块石围砌。墓丘前立有墓碑，其上由顾廷龙手书“清钱大昕先生之墓”字样。墓碑前设有石供桌，石供桌前为墓道，墓道上用石块漫铺。墓道两侧放置有一对石马和一对辟邪。墓区周围种植有绿植。:180